# António Ventura
António Adriano de Ascensão Pires Ventura (Portalegre, 1953) é um professor universitário português e investigador na área da História.

## Biografia
Licenciado e mestre em História, António Ventura é Doutor em História Contemporânea pela Universidade de Lisboa, professor catedrático do Departamento de História da Faculdade de Letras dessa Universidade e académico de número da Academia Portuguesa de História.
António Ventura é investigador no Centro de História da Universidade de Lisboa.
É maçon do Grande Oriente Lusitano.

## Algumas obras
- O Imaginário Seareiro. Ilustradores e Ilustrações da revista «Seara Nova». Lisboa: Instituto Nacional de Investigação Científica, 1989.[8]
- José Régio e a arte popular. Portalegre; Vila do Conde: Câmara Municipal, 2001. ISBN 972-96228-5-X
- Entre a república e a acracia: O pensamento e a ação de Emílio Costa (1897-1914). Lisboa: Colibri, 1994. ISBN 972-8047-94-0[9]
- José Frederico Laranjo (1846-1910). Lisboa: Colibri, 1996. ISBN 972-8288-48-4
- A carbonária em Portugal (1897-1910). 3.ª ed. Lisboa: Livros Horizonte, 2010. ISBN 978-972-24-1587-3[10]
- Anarquistas, republicanos e socialistas: as convergências possíveis (1892-1910). Lisboa: Cosmos, 2000. ISBN 972-762-196-1
- José Régio e a Política. Lisboa: Livros Horizonte, 2003. ISBN 972-24-1203-5
- Memórias da resistência: literatura autobiográfica da resistência ao Estado Novo. Lisboa: Câmara Municipal de Lisboa, 2001.
- Guerra das Laranjas (1801). Matosinhos: Quid Novi, 2008. ISBN 978-989-628-075-8

### Algumas obras sobre a maçonaria portuguesa
- A maçonaria no distrito de Portalegre (1903-1935). Lisboa: Caleidoscópio, 2007. ISBN 978-989-8010-84-1
- A maçonaria no concelho de Mafra. Ericeira: Mar de Letras, 2009. ISBN 978-972-8379-57-5
- Revoltar para resistir: A maçonaria em Almada (1898-1937). Almada: Câmara Municipal de Almada, 2010. ISBN 978-972-9134-90-6
- Os constituintes de 1911 e a maçonaria. Lisboa: Temas e Debates, 2011. ISBN 978-989-644-171-5
- A marinha de guerra portuguesa e a maçonaria. Lisboa: Vega, 2013. ISBN 978-989-750-006-0
- Uma história da maçonaria em Portugal (1727-1986). Lisboa: Círculo de Leitores, 2013. ISBN 978-972-42-4939-1